# 阿波神社
阿波神社（あわじんじゃ）は、徳島県鳴門市大麻町池谷に位置する神社。旧社格は県社 (官幣大社列格が内定していた)。境内には宮内庁管轄の土御門天皇火葬塚がある。

## 歴史

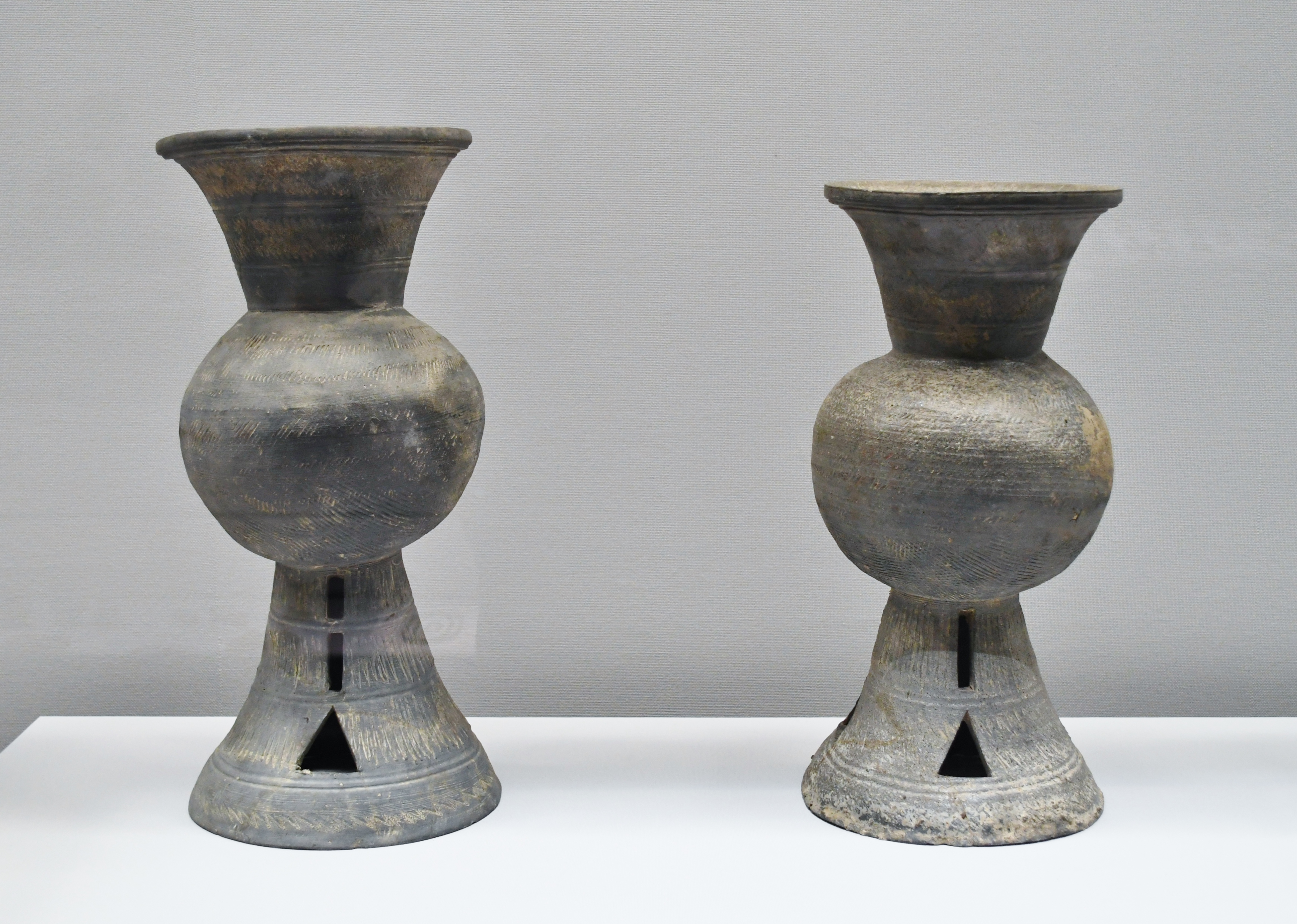
境内出土 須恵器 脚付長頸壺東京国立博物館展示。

土御門天皇は承久の乱後、（1221年承久3年）に土佐国へ遷幸、1223年（貞応2年）にはさらに阿波国に移り、約9年後の1231年（寛喜3年）に崩御し、その行在所は守護所に近い勝瑞（藍住町）に比定する説がある。人々は土御門天皇火葬塚の北に通称「天皇さん」と呼ぶ土御門天皇社を奉祀、阿波志には「土御門天皇廟 池谷村天皇山南麓に在り」とみえる。その後、1875年（明治8年）に丸山神社と改称（鳴門市史上）。
1940年（昭和15年）には紀元二千六百年記念行事として、社名を阿波神社に改め、火葬塚の北東に隣接する現在地に新たに社殿を造営した。県民挙げての奉賛と勤労祀仕によって1943年（昭和18年）に竣工し、本殿座祭を斎行、県社に列した。また、同年県議会の議決により官幣社列格の奏上書を提出し、最高位の官幣大社に列されることが内定していたが、終戦後の近代社格制度の廃止により正式な列格とはならなかった。

## 祭神
- 土御門天皇[1]

## 祭事
- 2月11日 - 湯立神楽祭
- 4月29日 - 祈年祭（太々神楽）
- 7月第一日曜日 - 夏祭り
- 10月11日 - 秋祭り（例祭、神楽、神輿渡御、町内神楽）

## 交通
- JR高徳線池谷駅下車より徒歩約10分。